# Wilfried Feldhaus
Wilfried Feldhaus (* 23. August 1954, in Dörverden-Westen) ist ein ehemaliger deutscher Fußballspieler.

## Karriere
Der im Dörverdener Ortsteil Westen geborene Feldhaus kam zur Saison 1977/78 vom TSV Verden zur Amateurmannschaft von Werder Bremen, welche in der Amateuroberliga Nord spielte. Unter Trainer Karl Fischer belegten die Werder-Amateure den 10. Rang und Feldhaus hatte in 28 Einsätzen 12 Tore erzielt. Er war damit an der Seite von Mitspielern wie Karl-Friedrich Wessel und Torhüter Rolf Meyer bester Torschütze vor Uwe Behrens mit elf Treffern. Durch die Leistungen in seiner zweiten Runde, in 34 Oberligaspielen erzielte er 14 Tore, kam der Amateur zu seinen ersten Einsätzen in der Bundesliga. In der Saison 1978/79 spielte er am letzten Spieltag beim 2:2-Auswärtsspiel gegen den 1. FC Nürnberg. In der Folgespielzeit bestritt er drei weitere Partien. Bei allen wurde er in der zweiten Halbzeit eingewechselt. Werder landete zu Saisonende auf dem vorletzten Platz und stieg in die 2. Bundesliga ab. Feldhaus kehrte ins Amateurteam zurück und erreichte mit seinen Mannschaftskameraden 1980/81 die Vizemeisterschaft. In der Saison 1981/82 gewann er mit seiner Mannschaft die Nordmeisterschaft und wurde mit 20 Treffern Torschützenkönig. Durch den Titelgewinn spielte Feldhaus mit seinen Mannschaftskameraden – unter anderem Günter Hermann – um die Deutsche Fußball-Amateurmeisterschaft 1982. Er führte seine Mannschaft die von Trainer Karl-Heinz Kamp betreut wurde, als Kapitän bis ins Endspiel. Das Endspiel wurde von FSV Mainz 05 im heimischen Bruchwegstadion mit 3:0 gewonnen. Zur Saison 1982/83 kehrte er nach insgesamt 161 Einsätzen mit 72 Toren in der Amateuroberliga Nord zu seinem Heimatverein TSV Verden zurück.
Nach seiner Zeit als Spieler übernahm Feldhaus bei folgenden Vereinen das Traineramt: TSV Verden, TSV Ottersberg, Germania Walsrode, Atlas Delmenhorst, SV Hodenhagen, SV Bruchhausen-Vilsen und dem TSV Brunsbrock.